# Bronk (månekrater)
Bronk er et eroderet nedslagskrater på Månen. Det befinder sig på Månens bagside og er opkaldt efter den amerikanske biofysiker Detlev W. Bronk (1897 – 1975).
Navnet blev officielt tildelt af den Internationale Astronomiske Union (IAU) i 1970. 
Krateret observeredes første gang i 1965 af den sovjetiske rumsonde Zond 3.

## Omgivelser
Sydøst for Bronkkrateret ligger det større Kovalevskayakrater. Mindre end en kraterdiameter mod øst-nordøst ligger det mindre Bobonekrater.

## Karakteristika
Krateret er blevet nedslidt og eroderet af senere nedslag, som har ramt det. Der ligger et mindre krater over den østlige rand, og meget af de nordøstlige og nordlige dele af randen er blevet ændret af små nedslag. Der findes en sænkning i den sydlige rand, og den sydvestlige rand har en udadgående bule. Kraterbunden er også knudret og noget irregulær med adskillige småkrateret, som har mærket overfladen.

## Måneatlas
- Billeder af Bronkkrateret i LPI-måneatlasset